# 皮罗戈夫卡村
皮罗戈夫卡村（俄语：Село Пироговка）是俄罗斯联邦阿斯特拉罕州阿赫图宾斯克区所属的一个村。其下辖有1个居民点，行政中心为皮罗戈夫卡。据2015年统计，该村的人口为808人。